# Brusen (distrikt i Bulgarien, Oblast Sofija)
Brusen (bulgariska: Брусен) är ett distrikt i Bulgarien.   Det ligger i kommunen Obsjtina Etropole och regionen Sofijska oblast, i den centrala delen av landet, 70 km öster om huvudstaden Sofia.
I omgivningarna runt Brusen växer i huvudsak lövfällande lövskog. Runt Brusen är det ganska glesbefolkat, med 36 invånare per kvadratkilometer.